# باتريك إتش. كيلي
باتريك إتش. كيلي هو محامي وسياسي أمريكي، ولد في 7 أكتوبر 1867، وتوفي في 11 سبتمبر 1925. نشط حزبياً في الحزب الجمهوري. وقد انتخب عضو مجلس النواب الأمريكي ‏.